# Mines del Torrent de Can Pau Sires
Les Mines del Torrent de Can Pau Sires es troben al Parc de la Serralada Litoral, les quals són un conjunt de quatre mines d'aigua disposades en un tram de 150 metres al torrent de Can Pau Sires.

## Descripció
No són especialment interessants, però són adients per entendre fins a quin punt s'aprofitaven totes les possibilitats d'obtindre aigua. Dues són obertes i es pot veure llurs galeries, les quals aparentment no ragen. Les altres dues són tancades.

## Accés
Són ubicades a Premià de Dalt: cerquem el carrer Torrent de Can Pau Sires de Premià de Dalt. Pot costar de trobar, però hi ha una placa de carrer que ens confirmarà que som al lloc correcte. Pugem fins que s'acaba l'asfalt i comença un caminet bastant embardissat. A menys de 100 metres trobem a la dreta un safareig i al costat la primera mina, la qual és la més baixa de totes quatre. A dalt i a un xic a l'esquerra del safareig veurem la boca de la mina, la qual no té porta i permet veure la seua galeria. El portal té una curiosa llinda feta de maons a sardinell. La segona mina (tancada) la trobarem 100 metres més endavant, a la dreta del camí i dins de la bardissa. Des de la segona mina, pugem per la llera del torrent. Trobarem la tercera 60 metres més amunt, al peu d'una roca. La galeria és de paret de totxo i el sostre de peces de ceràmica que fan una volta de canó una mica apuntada. Una porta de fusta tanca la boca. La quarta mina (tancada) la trobem a molt pocs metres de la tercera, un xic més amunt i a l'altra banda del torrent. Cal destacar-ne el bloc de pedra que fa de llinda del portal. Coordenades de la primera mina: x=445096 y=4595914 z=169.